# 南都事略
《南都事略》，清代邵晉涵著。

## 成書經過
乾隆末年，邵晉涵發憤重修《宋史》，錢大昕、章學誠曾參與制定體例，邵先仿宋人王稱（一說王偁）《東都事略》體例，撰《南都事略》，敘述南宋歷史，再修《宋史》。
據傳《南都事略》史實比《宋史》更豐富，所謂“詞簡事增，過正史遠矣”，惜未竟而卒，故此書參差未定稿。稿舊藏黟縣洪氏處。